# Boben (potok)
Boben je potok, ki izvira pod imenom Bobnarica, teče skozi Hrastnik in se južno od naselja kot levi pritok izliva v reko Savo. Njegov levi pritok je potok Brnica, temu pa se v Dolu pri Hrastniku pridruži še potok Bela.